# Фритаун
Фри́таун (англ. Freetown, крио Fritɔun) — столица Сьерра-Леоне.
Население 1 055 964 человек, с учётом неорганизованных поселений восточного Фритауна население приближается к полутора миллионам.
Фритаун — крупнейший экономический, политический и культурный центр страны.

## Этимология
Город основан в 1792 году по инициативе английского филантропического общества с целью поселения в нём освобождённых из рабства американских негров. Английское название
Freetown буквально означает «свободный город» (free — «свободный, вольный», town — «город»).

## История

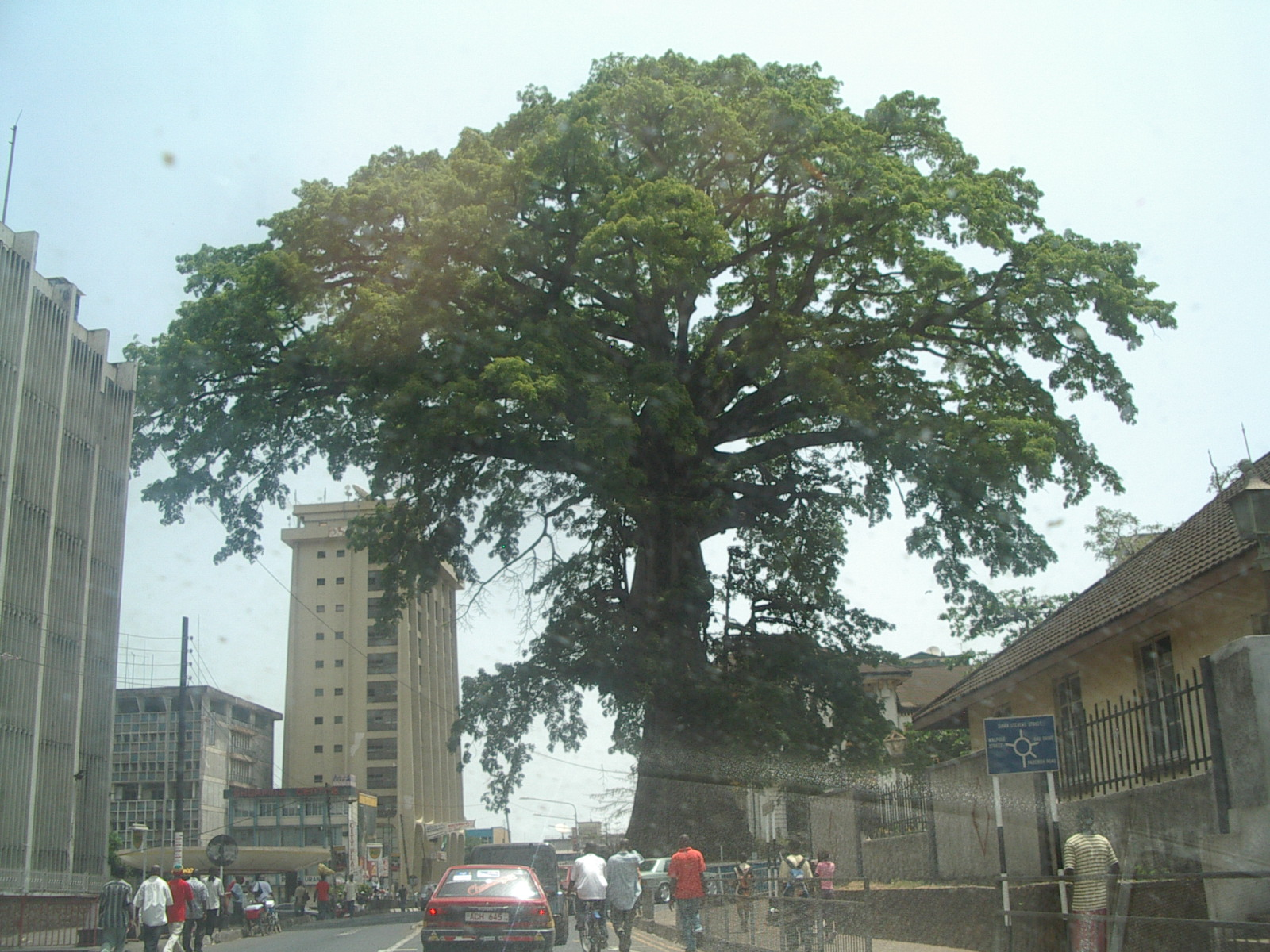
Под Хлопковым деревом 11 марта 1792 года было провозглашено основание Фритауна

В XVII—XVIII веках на месте нынешнего города находился рынок рабов, которые вывозились затем для работы на плантациях Нового Света. В 1787 году из Лондона сюда прибыли первые 400 чернокожих, бывших рабов, сражавшихся на стороне англичан в американской Войне за независимость и получивших за это свободу. Фритаун был официально основан 11 марта 1792 года. В дальнейшем в город также прибывали освобождённые рабы из английских колоний в Карибском море (преимущественно с Ямайки).

## Климат
Фритаун расположен в зоне тропического муссонного климата, с ярко выраженными дождливым (май-октябрь) и сухим (ноябрь-апрель) сезонами. Последние годы отмечены сдвиганием начала сезона дождей на июнь, а иногда и на начало июля. Несмотря на то, что Фритаун находится в северном полушарии, зимние месяцы жарче, чем летние. Это объясняется преобладающими ветрами в разное время года: во влажный сезон ветер с Атлантики несёт прохладу и дожди, в то время как в сухой сезон сухие и пыльные ветра несут сухой и хорошо прогретый воздух из Сахары. Несмотря на то, что среднемесячные температуры высоки круглый год, выше +35 °C температура не поднимается. Также ниже +19 °C она не опускается.
| Показатель                         | Янв. | Фев. | Март | Апр. | Май  | Июнь | Июль | Авг. | Сен. | Окт. | Нояб. | Дек. | Год  |
| ---------------------------------- | ---- | ---- | ---- | ---- | ---- | ---- | ---- | ---- | ---- | ---- | ----- | ---- | ---- |
| Абсолютный максимум, °C            | 33,0 | 34,0 | 35,0 | 35,0 | 34,0 | 33,0 | 32,0 | 31,0 | 32,0 | 33,0 | 34,0  | 32,0 | 35,0 |
| Средний суточный максимум, °C      | 29,9 | 30,3 | 30,9 | 31,2 | 30,9 | 30,1 | 28,7 | 28,4 | 29,0 | 29,9 | 30,1  | 29,7 | 29,9 |
| Средняя температура, °C            | 26,9 | 27,1 | 27,6 | 28,0 | 27,7 | 26,8 | 25,6 | 25,2 | 26,1 | 26,6 | 27,0  | 26,9 | 26,8 |
| Средний суточный минимум, °C       | 23,8 | 24,0 | 24,4 | 24,8 | 24,4 | 23,6 | 23,1 | 23,0 | 23,1 | 23,4 | 24,0  | 24,1 | 23,8 |
| Абсолютный минимум, °C             | 20,0 | 21,0 | 21,0 | 21,0 | 21,0 | 20,0 | 21,0 | 20,0 | 21,0 | 19,0 | 20,0  | 19,0 | 19,0 |
| Норма осадков, мм                  | 3    | 4    | 13   | 47   | 177  | 323  | 734  | 791  | 484  | 266  | 87    | 16   | 2945 |
| Источник: Гонконгская обсерватория |      |      |      |      |      |      |      |      |      |      |       |      |      |

## Население
Свыше 99 % процентов населения Фритауна составляют чернокожие. Имеются небольшие общины белых, арабов и китайцев. Верующие примерно поровну делятся на христиан различных церквей (40 %) и мусульман-суннитов (60 %). Языком межнационального общения в городе является крио. Для административных целей и бизнес-переговоров используется английский. Лидирующее положение в политической сфере занимают потомки освобождённых рабов, прибывшие из Нового Света, в экономической — ливанцы.

## Административное деление

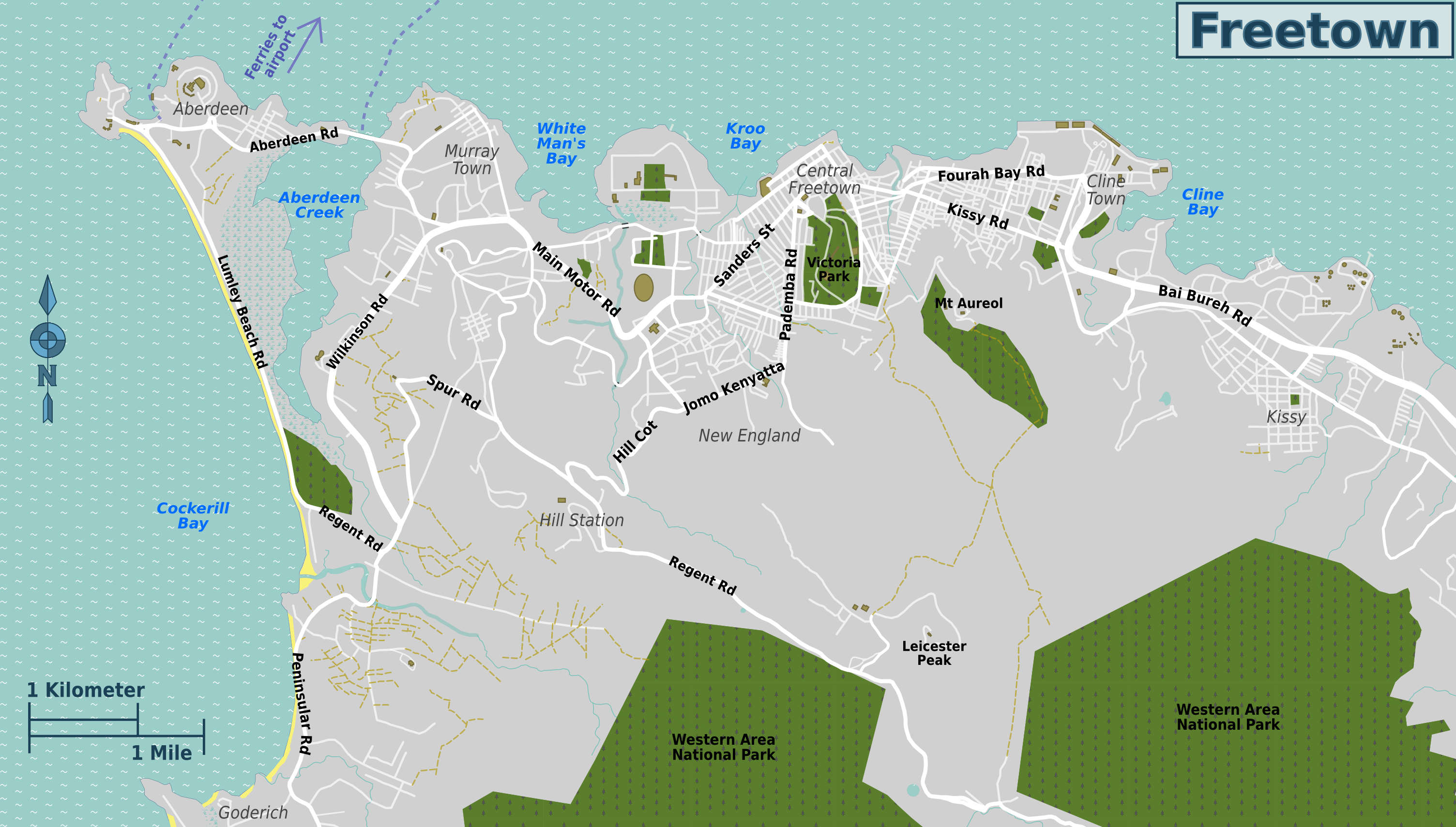
Карта центральной части Фритауна

Фритаун административно разделён на три района: Центральный, Западный и Восточный. Большинство населения проживает в восточном районе. В нём расположена набережная Королевы Елизаветы II. Считается наиболее бедным районом.
Правительственные здания, дипломатические представительства, Даунтаун расположены в центральном районе.
В западном районе проживает средний класс, также там расположены торговые площади, казино, гостиницы.

## Экономика
Экономика города в значительной мере развивается вокруг порта, являющегося одной из крупнейших естественных глубоководных гаваней в мире. Также имеются предприятия пищевой и рыбоперерабатывающей промышленности, производство сигарет, одежды и обуви, торговля необработанными алмазами. Большую роль в экономике города (и страны в целом) играют потомки переселенцев из Ливана, преимущественно сунниты и христиане-марониты.

## Туризм
Туризм развит слабо, в связи с неразвитостью инфраструктуры, высоким уровнем цен на качественные товары, загрязнением окружающей среды. Имеют место случаи вымогательства денег у туристов со стороны работников правоохранительных органов, что начинается ещё в аэропорту.

### Достопримечательности
Фритаун имеет множество памятников, связанных с его основанием афроамериканцами, освобождёнными африканскими рабами и представителями Центральной Америки. Хлопковое дерево символизирует основание города в марте 1792 года. В даунтауне расположена больница Коннаут (англ.), первое медицинское учреждение, основанное европейцами в Западной Африке.
Рядом находятся Королевские врата, построенные из камня. Согласно надписи на них, «любой раб, который проходит через эти ворота, объявляется свободным человеком».
В городе расположен колледж Фура-Бей, старейший университет Западной Африки, основанный в 1827 году. Университет сыграл ключевую роль в колониальной истории страны. Первый студент университета, Сэмюэл Кроутер, был первым англиканским епископом Нигерии (с 1864 года), переводчиком Библии на язык йоруба.
В Национальном железнодорожном музее представлен автомобиль, специально изготовленный для государственного визита королевы Елизаветы II в 1961 году. На Уоллес Джонсон стрит расположен большой рынок, где представлены работы местных ремесленников.
Фритаун окружен длинными полосами белого песка. Ламли-бич, на западной стороне полуострова, является популярным местом для проведения вечеринок и фестивалей. 
В городе расположена церковь Джона Марона (построена в 1820 году), Георгиевский собор (построен в 1828 году), мечеть (построена в 1830-е годы), Церковь на Роудон-Стрит.

## Проблемы города
Значительный ущерб городу причинила гражданская война, в ходе которой силы Объединённого революционного фронта пытались взять город штурмом и подвергли его обстрелу из миномётов. Многое из разрушенного не восстановлено до сих пор. Инфраструктура развита слабо, имеются регулярные и продолжительные перебои с водой и электричеством. Бытовой мусор выбрасывается горожанами прямо на улицы либо в протекающие через город реки, откуда не убирается месяцами. Воздух сильно загрязнён выхлопами автомобилей и дизель-генераторов. Санитарно-эпидемиологическая обстановка тяжёлая, часты вспышки желудочно-кишечных инфекций и малярии.

## Транспорт

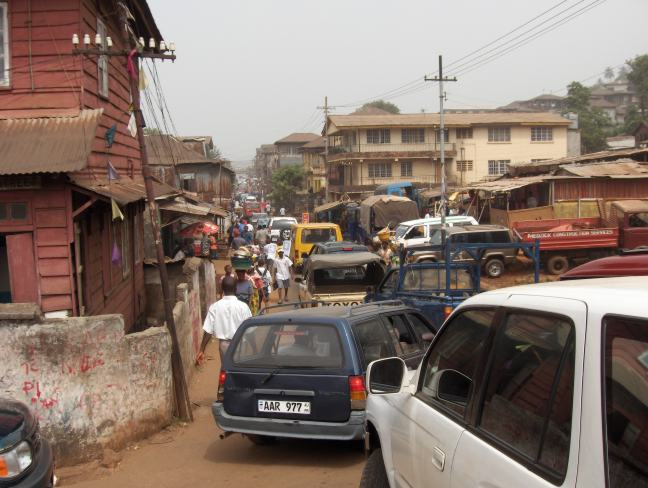
Улица в центральном районе Фритауна

Основой общественного транспорта во Фритауне являются микроавтобусы и такси. Движение в городе очень напряжённое, дорожная сеть в плохом состоянии и не справляется с нагрузкой. Регулярные автобусные маршруты связывают Фритаун со всеми крупными городами Сьерра-Леоне.
Город обслуживается международным аэропортом Лунги (англ., IATA: FNA, ICAO: GFLL), расположенным в 20 км от Фритауна. Поскольку аэропорт расположен на другой стороне залива, основным средством сообщения между городом и аэропортом являются паромы и пассажирские катера (дорога по суше составляет около 170 километров). Из аэропорта выполняются регулярные рейсы в Париж, Брюссель, Лондон, Дакар, Аккру и Касабланку. Также совершаются рейсы в некоторые города близлежащих африканских стран и внутренние рейсы.

## Преступность
Уровень уличной преступности в городе сравнительно невысок для Западной Африки. Наиболее опасным районом является Восточный, где иностранцам выходить из машины без сопровождения нежелательно даже в светлое время суток.